# Don Gauf
Donald Valentine „Don“ Gauf (* 1. Januar 1927 in Edmonton, Alberta; † 11. Oktober 2014 ebenda) war ein kanadischer Eishockeyspieler. Bei den Olympischen Winterspielen 1952 gewann er als Mitglied der kanadischen Nationalmannschaft die Goldmedaille. 

## Karriere
Don Gauf verbrachte seine Karriere als Eishockeyspieler bei den Edmonton Mercurys, mit denen er 1950 Kanada bei der Weltmeisterschaft und 1952 bei den Olympischen Winterspielen in Oslo repräsentierte. 

### International
Für Kanada nahm Gauf an den Olympischen Winterspielen 1952 in Oslo teil, bei denen er mit seiner Mannschaft die Goldmedaille gewann. In sieben Spielen erzielte er drei Tore. Zuvor hatte er bereits bei der Weltmeisterschaft 1950 mit seiner Mannschaft die Goldmedaille gewonnen.

## Erfolge und Auszeichnungen
- 1950 Goldmedaille bei der Weltmeisterschaft
- 1952 Goldmedaille bei den Olympischen Winterspielen